# 卡利特瓦河
卡利特瓦河是俄羅斯的河流，由羅斯托夫州負責管轄，屬於北頓涅茨河的左支流，河道全長308公里，流域面積10,600平方公里，河水主要來自融雪，支流有博利沙亞河。